# Гленн Фрай
Гленн Фрай (англ. Glenn Frey; 6 листопада 1948 — 18 січня 2016) — американський музикант та співак. Відомий як один із засновників та співавтор багатьох пісень гурту «Eagles».
Фрай написав однойменний з альбомом хіт «Hotel California» разом з Доном Генлі. Він також був автором кількох інших пісень, які прославили групу, включаючи «Desperado», «Heartache Tonight» та «Lyin' Eyes».
В Eagles Фрай грав на гітарі та на фортепіано і клавішних. Також був лід-вокалістом в таких хітах гурту, як «Take It Easy», «Peaceful Easy Feeling», «Tequila Sunrise», «Already Gone», «Lyin’ Eyes», «New Kid in Town» и «Heartache Tonight».
Після розпаду Eagles в 1980 році, Фрай почав сольну кар'єру. В 1982 році у нього вийшов дебютний альбом «No Fun Aloud». Сольні хіти, з якими Фрай потряпляв в сороківку в США: «I Found Somebody», «The One You Love», «Sexy Girl», «The Heat Is On» (1984, із кінофільма «Поліцейський з Беверлі Гілз», 2 місце), «Smuggler's Blues», «You Belong to the City» (1985, із телесеріалу «Поліція Маямі», 2 місце) та «True Love».
В складі Eagles в 1998 році був прийнятий до Зали слави рок-н-ролу.
Помер від ускладнень що виникли від пневмонії, гострого виразкового коліту і ревматоїдного артриту.

## Цікаві факти
На його честь названий персонаж Gray Fly, який є другорядним антагоністом в манзі і аніме JoJo's Bizzare Adventure: Stardust Crusaders.